# Дальнее (Гвардейский район)
Дальнее (нем. Gross Schirrau) — посёлок в Гвардейском городском округе Калининградской области. До 10 июня 2014 года входил в состав Зоринского сельского поселения.

## Население
| 2002 | 2010 |
| ---- | ---- |
| 215  | ↘130 |

## История
Впервые селение, как Скирров, упоминается в 1400 году, название Грос Ширрау закрепилось во второй половине XVIII века. В 1902 году был образован церковный приход, 21 декабря 1909 года освящена новая кирха.
При приближении фронта во время Второй мировой войны, 20 января 1945 года, население покинуло Ширрау. 22 января 1945 года Гросс Ширрау был взят воинами 5-й гвардейской дивизии 8-го гвардейского корпуса 11-й гвардейской армии 3-го Белорусского фронта.
В 1946 году Гросс Ширрау был переименован в поселок Дальнее.
Рядом с кирхой в 1920-е был установлен камень с изображением креста в память о погибших в ходе Первой Мировой войны. Во Вторую мировую войну кирха не пострадала, а в 90-е ее активно разбирали на кирпич. На сегодняшний день от нее осталась колокольня.